# Uesugi Tomosada
Tomosada Uesugi (上杉朝定?; 1525 – 1546), conosciuto anche come Ōgigayatsu Tomosada (扇ヶ谷朝定?), fu un samurai a capo del ramo Ōgigayatsu del clan Uesugi del periodo Sengoku.

Emblema (mon) del clan Uesugi

Tomosada era figlio di Uesugi Tomooki. Perse il castello di Kawagoe da Hōjō Ujitsuna nel 1537 e fu costretto a ritirarsi al castello di Matsuyama. Si alleò quindi con Uesugi Norimasa (del ramo Yamanouchi-Uesugi) ed assieme fecero una serie di tentativi per riprendere Kawagoe. Il loro sforzo maggiore si è verificò nel 1544, quando avevano l'appoggio di Ashikaga Haruuji e gli Hōjō erano occupati dal potente clan Imagawa. Gli alleati circondarono Kawagoe, e quando Ujiyasu propose una tregua, Tomosada rifiutò spregiamente (alcuni dicono con una risata). Tomosada ed i suoi alleati erano sempre più sicuri della vittoria, vedendo anche la richiesta di Ujiyasu come disperata (che potrebbe corrispondere alla verità), ed iniziarono ad essere meno vigili e concentrati. Tomosada fu ucciso l'anno successivo in un attacco notturno a sorpresa degli Hōjō che salvò il castello. 
Con la sua morte, il ramo Ogigayatsu-Uesugi declinò rapidamente.